# Acròpode

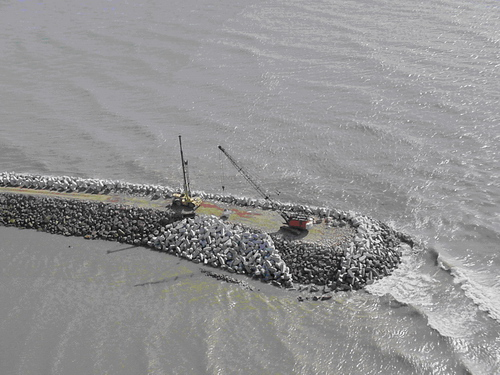
Acròpode

Els acròpodes són blocs de formigó no reforçat dissenyats per suportar els efectes de les onades sobre els espigons i les estructures costaneres. El nom original en francès és Accropode.

## Acròpode I

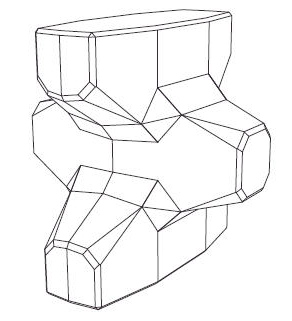
Acròpode

L'acròpode es va desenvolupar el 1981 per Sogreah a Grenoble com a successor del tetràpode.
Des de llavors, aquest element s'aplica a prop de 150 esculleres i dics de mar a tot el món. Sogreah (ara sota el nom d'Artelia) ha col·locat els drets de llicència amb una filial, CLI (concrete layers international). El bloc té una gran estabilitat, normalment es determina amb la fórmula de Hudson. Es pot utilitzar un valor KD de 15 per a l'acròpode (aproximadament 11,5 per al cap). El bloc s'ha d'aplicar a un pendent de 3H/2V a 4H/3V; l'element s'aplica en una sola capa, que és un avantatge important sobre el predecessor, el tetràpode.

L'acròpode en llocs amb orientació de busseig

Un problema pràctic amb aquest bloc és que la part superior i inferior (plana) no es poden col·locar una contra l'altra. Comprovar això sovint requereix una inspecció per part de bussejadors, cosa que pot provocar una interrupció significativa durant l'execució (onades altes per a una operació segura).

## Acròpode II

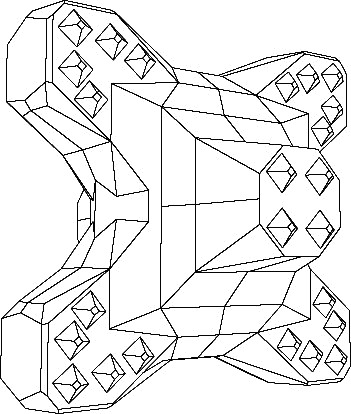
Acròpode II

Per superar aquest problema, CLI va introduir l'acròpode II el 2004, que és més fàcil la seva instal·lació. En aquest moment, el Xbloc acabava d'entrar al mercat (2003) amb els mateixos beneficis de col·locació. Des de llavors, l'acròpode II s'ha aplicat a aproximadament 15 projectes.

## Patents i drets d'autor

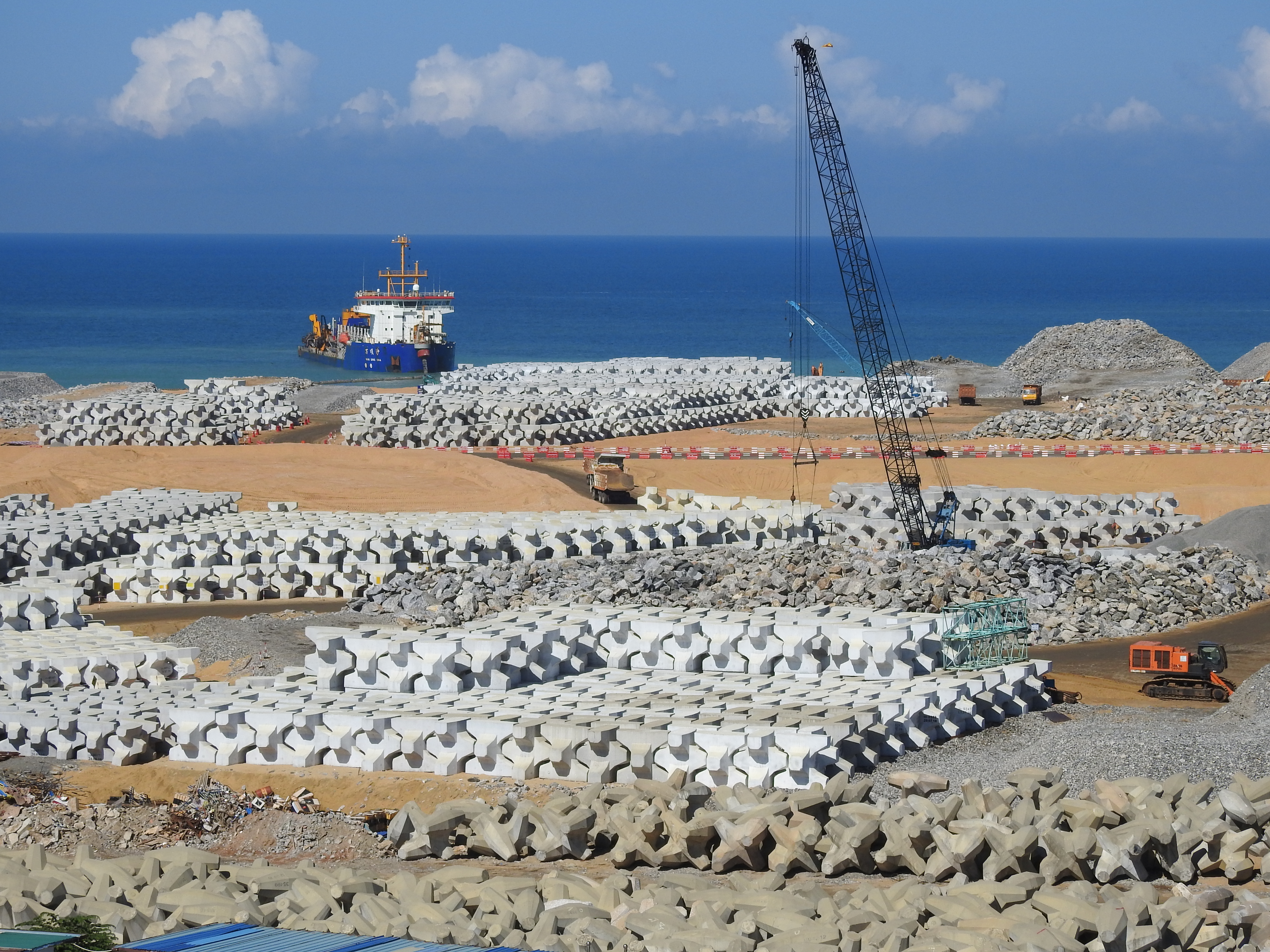
Emmagatzematge de Chinapods per a la ciutat portuària de Colombo

La patent d'acròpode (I) ha caducat. Tanmateix, el nom Accropod està protegit per drets d'autor. Per tant, actualment es permet fer un element en forma d'acròpode (I), però no es pot nomenar aquest element Accropod. El 2018 es va realitzar una defensa a la vora del riu prop de Colombo, Sri Lanka, per part del contractista xinès CHEC. Aquest contractista va aplicar el Chinapod, que sembla idèntic a l'acròpode (I), però no és tan calent com aquest.

## Ecòpode
CLI també ha llançat una variant de l'acròpode II, l'ecòpode. De fet, aquest és el mateix element amb una estructura superficial lleugerament diferent per donar un aspecte més natural al bloc. D'altra banda, aquest bloc ha estat desenvolupat per a projectes amb requeriments de paisatge específics (l'element ha d'encaixar visualment en un paisatge amb roques). Per tant, és purament un canvi cosmètic, l'element té poc valor ecològic addicional.

## Exemples
Podeu trobar exemples de l'aplicació de l'acròpode al lloc web de la CLI

## Obra general de referència
- Verhagen, H.J.; d'Angremond, K.; van Roode, F. «7». A: Breakwaters and closure dams (en anglès), 2009, p. 403. ISBN 9040723389 [Consulta: 5 abril 2019]. Arxivat 2019-05-05 a Wayback Machine.